# Timbres de Nouvelle-Calédonie 2005
Cet article recense les timbres de Nouvelle-Calédonie  émis en 2005 par l'Office des postes et télécommunications.

## Généralités
Les émissions portent la mention « Nouvelle-Calédonie RF Postes 2005 » (RF pour République française) et une valeur faciale libellée en franc pacifique (XPF). Ils sont valables dans ce pays d'outre-mer lié à la France, et bénéficiant d'une large autonomie postale et philatélique.

### Tarifs postaux
Les tarifs postaux au départ de la Nouvelle-Calédonie dépendent de la destination et du poids du pli :
- régime intérieur pour les plis à destination du pays,
- régime extérieur selon trois zones (les deux dernières découlent des tarifs de La Poste métropolitaine) :
  - zone 1 : Océanie dont les territoires français de Polynésie et de Wallis-et-Futuna,
  - zone 2 : France métropolitaine, pays d'Europe et autres DOM-TOM français,
  - zone 3 : Afrique, Amérique et Asie.

Le 20 juin, le tarif de la lettre de moins de 20 grammes à destination de la zone 2 passent à 110 XPF. Au fil des semaines suivantes, cinq timbres de 100 XPF en tout (triptyque « Dauphins » et deux timbres d'usage courant au type Cagou) sont surchargés « +10F »

## Légende
Pour chaque timbre, le texte rapporte les informations suivantes :
- date d'émission, valeur faciale et description,
- formes de vente,
- artistes concepteurs et genèse du projet,
- manifestation premier jour,
- date de retrait, tirage et chiffres de vente,

ainsi que les informations utiles pour une émission donnée.

## Février

### Année du coq
Le 9 février, est émis un timbre et un bloc-feuillet de deux timbres pour annoncer le Nouvel An chinois, à travers le signe astrologique de l'année : le coq. Le timbre de feuille d'une valeur faciale de 100 XPF représente l'animal au naturel devant un décor composé d'éléments rappelant la culture chinoise. Le bloc de deux timbres de 100 XPF est une scène : autour d'un Bouddha, un coq et un singe (signe de l'année finissante) anthropomorphes se saluent.
Le timbre carré de 4 cm de côté est l'œuvre de Claude Andréotto et est imprimé en offset en feuille de dix exemplaires. Le bloc est dessiné par Jean-Paul Véret-Lemarinier et est imprimé en offset.
Le timbre et le bloc sont retirés de la vente le 21 juillet 2006.

### Rotary International
Le 23 février, est émis un timbre commémoratif rond de 110 XPF pour le centenaire de l'association philanthropique Rotary International. Le timbre reprend le logotype de l'association.
Le timbre de forme ronde est inscrit dans un carré de 3,8 cm et imprimé en feuille de dix exemplaires.
Il est retiré de la vente le 21 juillet 2006.

## Mars

### Francophonie, partage des cultures
Le 17 mars, dans le cadre d'une émission conjointe avec Wallis-et-Futuna, est émis un timbre de 135 XPF
Le 17 mars, dans le cadre d'une émission conjointe avec Nouvelle-Calédonie, est émis un timbre de 135 XFP sur les thèmes de la francophonie et du partage des cultures, à l'occasion de la dixième Semaine de la langue française et de la francophonie du 17 au 26 mars. Quatre personnages, chacun d'une couleur de peau différente, lisent dans un décor naturel un livre titré du nom des deux thèmes. L'émission coïncide avec le 20e anniversaire de l'Alliance Champlain, une association néo-calédonienne de promotion de la langue française.
Le dessin, commun aux deux territoires d'outre-mer français, est signé Sébastien Lesire. Le timbre de 4 × 3 cm est imprimé en offset en feuille de dix exemplaires.
Il est retiré de la vente le 21 juillet 2006.

## Avril

### Triathlon international de Nouméa
Le 22 avril, est émis un timbre de 80 XPF pour annoncer le 20e triathlon international de Nouméa, le 24 avril. Le dessin représente les trois sports sur fond de palmiers et d'océan.
Le timbre de 5,2 × 3,1 cm est dessiné par Jean-Jacques Mahuteau et imprimé en offset en feuille de vingt-cinq exemplaires.
Il est retiré de la vente le 21 juillet 2006.

## Mai

### Opération Cétacés
Le 21 mai, est émis un triptyque de timbres de 100 XPF chacun sur les dauphins, représentés sous l'eau parmi des poissons, à la surface de l'eau ou sautant au-dessus près du rivage. Les trois espèces représentés sont le dauphin tacheté du Pacifique (Stenella attenuata), le grand dauphin (Tursiops truncatus, typographie erronée du timbre : Turciop truncatus) et le dauphin à long bec (Stenella longirostris). Opération Cétacés est une association qui promeut la protection et la connaissance des mammifères marins.
Les timbres de 4 × 3 cm sont dessinés par Jean-Richard Lisiak. Le triptyque est imprimé en offset en feuille de cinq bandes de ces trois timbres.
En juillet 2005, les timbres de ce triptyque sont surchargés de 10 XPF pour suivre l'augmentation des tarifs postaux de juin 2005.
Le triptyque est retiré de la vente le 21 juillet 2006.

### Le rail calédonien
Le 21 mai, est émis un timbre de 745 XPF sur le « rail calédonien », les chemins de fer en Nouvelle-Calédonie. Déclarée d'utilité publique en 1884, une ligne reliant Nouméa à Dumbéa ouvre en 1904, et va jusqu'à Païta en 1914. Elle ferme en 1939, victime de difficultés financières. Le timbre représente sous deux angles une locomotive à vapeur ; l'une circule dans un paysage calédonien.
Le timbre de 3,1 × 5,2 cm est dessiné par Jean-Richard Lisiak et imprimé en offset en feuille de dix exemplaires.
Il est retiré de la vente le 21 juillet 2006.

### Tour de côtes.Saint-Pierre
Le 21 mai, est émis un timbre de 75 XPF sur le service de tour de côtes effectué par des bateaux de cabotage qui faisaient le tour de l'île pour transporter passagers et marchandises. Ils ont été remplacés progressivement par les véhicules automobiles. Le timbre représente le Saint-Pierre, un des navires de la Société du tour de côtes. Sur le côté droit, le pavillon de la STC côtoie avec la carte des escales.
Le timbre de format 5,2 × 3,1 cm est l'œuvre d'André Lavergne. Il est conditionné en feuille de vingt-cinq unités.
Il est retiré de la vente le 21 juillet 2006.

## Juin
Le 20 juin, sont modifiés les tarifs postaux au départ de la Nouvelle-Calédonie et à destination de l'extérieur. Surtout, le prix de l'affranchissement d'une lettre de moins de 20 grammes à destination de la zone 2 (dont la France métropolitaine) est désormais de 110 XPF. Dans les semaines ou mois qui suivent, trois émissions sont surchargés « +10F » pour pallier la pénurie en timbres de 100 XPF.

## Juillet

### Opération Cétacés surchargés
En juillet (ou en novembre), les timbres du triptyque émis le 21 mai sont surchargés de 10 XPF pour suivre l'augmentation des tarifs postaux de juin 2005.

### Aquarium de Nouméa: requins
Le 20 juillet, dans la traditionnelle série Aquarium de Nouméa, est émis un bloc-feuillet illustré de deux timbres de 110 XPF chacun. Deux requins, appartenant aux espèces visibles à l'aquarium de Nouméa, sont mis en valeur dans ce paysage de fond marin : le requin à pointes noires (Carcharhinus melanopterus) et le requin dormeur (Nebrius ferrugineus). Sur le feuillet, sont également visibles deux autres spécimens de requins à pointes noires et une tortue.
Le bloc et les timbres de 5,2 × 4 cm sont signés Jean-Jacques Mahuteau et imprimés en offset.
Le retrait de la vente a lieu le 23 février 2007.

## Août

### Usage courant Cagou, type de Lavergne
Le 10 août, sont émis deux timbres d'usage courant de 1 XPF et 3 XPF au type Cagou de Lavergne. Ce sont des valeurs de complément permettant aux clients d'utiliser les timbres aux anciens tarifs.
Les timbres de 2 × 2,6 cm sont dessinés et gravés par André Lavergne. Ils sont imprimés en taille-douce en feuille de cent exemplaires.
Ces timbres sont retirés de la vente le 23 février 2007.

### Les perruches de Nouvelle-Calédonie
Le 24 août, sont émis trois timbres de 75 XPF sur trois espèces menacées de perruches de Nouvelle-Calédonie : la perruche cornue (Eunymphicus cornutus), la perruche d'Ouvéa (Eunymphicus uvaeensis) et la perruche à front rouge (Cyanoramphus saisseti). Les timbres portent les logotypes de deux associations de protection des oiseaux : la Société calédonienne d'ornithologie (SCO), elle-même affiliée à Birdlife International.
Les timbres de 2,6 × 3,6 cm sont dessinés par Laurence Ramon. Imprimé en offset, ils sont conditionnés chacun en feuille de vingt-cinq exemplaires.
Ces timbres sont retirés de la vente le 23 février 2007.

### Plage de Luengoni à Lifou
Le 24 août, est émis un timbre touristique de 85 XPF illustré d'une photographie de la plage de Luengoni, vue par un observateur depuis la forêt. Elle se trouve au sud-est de Lifou, dans les îles Loyauté.
L'illustration est du photographe Pierre-Alain Pantz. Le timbre de 2,7 × 4,8 cm est imprimé en offset en feuille de vingt-cinq unités.
Ce timbre est retiré de la vente le 23 février 2007.

## Septembre

### Conférence de l'OMS, région du Pacifique Ouest - Nouméa 2005
- la région Pacifique Ouest de l'OMS (siège à Manille)

la région Pacifique Ouest de l'OMS (siège à Manille)

Le 14 septembre, est émis un timbre de 150 XPF pour annoncer la tenue du 19 au 23 septembre 2005 de la 56e Conférence de l'Organisation mondiale de la santé pour la région de l'ouest du Pacifique, à Nouméa. Le timbre allongé horizontalement présente cinq personnages vêtus ou décorés de manière traditionnelles depuis l'habitant de l'Himalaya ou de la Mongolie jusqu'aux peuples du Pacifique.
Le timbre de 7,6 × 2,6 cm est l'œuvre de Jean-Paul Véret-Lemarinier. Il est imprimé en offset en feuille de dix exemplaires.
Ce timbre est retiré de la vente le 23 février 2007.

### Journée mondiale pour la paix:Mon rêve de paix
Le 21 septembre, est émis un timbre de 85 XPF pour la journée mondiale pour la paix, le jour-même. L'illustration est une l'affiche dessinée par Mendoza, un enfant philippin, pour un concours organisé par le Lions Clubs. Il représente quatre enfants d'origines différentes qui présente un puzzle achevé ensemble d'un paysage bucolique au milieu duquel se trouve une maison ; dans la maison, un couple souriant tient un bébé.
Le timbre de 3 × 4 cm est mis en page par Aurélie Baras, d'après le dessin du jeune Mendoza. Il est imprimé en offset en feuille de vingt-cinq exemplaires.
Ce timbre est retiré de la vente le 23 février 2007.

## Octobre

### Usage courant Cagou, types Lavergne et Lisiak
Le 17 octobre, les deux timbres d'usage courant de 100 XPF aux types Cagou de Lisiak et de Lavergne sont réémis surchargés « + 10F » pour correspondre à l'augmentation des tarifs postaux de juin précédent.
Le Cagou dit de Lisiak est dessiné par Jean-Richard Lisiak et gravé par André Lavergne. Le Cagou dit de Lavergne est dessiné et gravé par André Lavergne. Tous deux sont imprimés en taille-douce en feuille de cent timbres de 2 × 2,6 cm.
Ces timbres sont retirés de la vente le 23 février 2007.

## Novembre

### Le gouverneur du Bouzet
Le 10 novembre, est émis un timbre commémoratif de 500 XPF pour le bicentenaire de la naissance d'Eugène du Bouzet (1805-1867), marquis, gouverneur des possessions françaises en Océanie  dans les années 1850 et finalement promu contre-amiral en 1858. Il est représenté par deux portraits à des âges différents, ainsi qu'un de ses navires à voile.
Le timbre de 3,1 × 5,2 cm est dessiné et gravé par André Lavergne. Imprimé en taille-douce, il est conditionné en feuille de dix exemplaires.
Ce timbre est retiré de la vente le 23 février 2007.

### Pétroglyphes calédoniens
Le 10 novembre, sont émis trois timbres de 120 XPF représentant des pétroglyphes découverts sur Grande-Terre : des croix enveloppées, un ouaré et une représentation de Balade, un nom indigène de la Nouvelle-Calédonie.
Les pétroglyphes sont reproduits par Claude Andréotto et gravé par lui pour être imprimés en taille-douce. Les timbres au format 4 × 3 cm sont conditionnés en feuille de vingt-cinq exemplaires.
Ces timbres sont retirés de la vente le 23 février 2007.

## Décembre

### Destin commun
Le 7 décembre, est émis un timbre de 190 XPF représentant une sculpture contemporaine titrée Destin commun, comprendre celui des différents peuples présents dans l'archipel. Réalisée en bois, métal et verre, elle met en scène un serpent à deux têtes se faisant face, au milieu de branchages.
La sculpture est l'œuvre des plasticiens Adjé et Ito Waïa, avec le concours du Fonds d'art contemporain kanak et océanien (FACKO) et du Centre culturel Tjibaou. Elle est mise en page sur un timbre de 3,1 × 5,2 cm imprimé en offset et en feuille de vingt-cinq exemplaires.
Ce timbre est retiré de la vente le 23 février 2007.

### Insectes de Nouvelle-Calédonie
Le 7 décembre, sont émis trois timbres de 110 XPF sur des insectes locaux, trois chrysomèles :   Bohumiljania caledonica, Bohumiljania humboldti et Cazeresia montana. Ils sont représentés au naturel sur le bord d'une feuille, et également dessiné en contours noirs vus à la verticale.
Les timbres de 4 × 3 cm sont dessinés par Laurence Ramon et imprimés en offset en feuille de vingt-cinq timbres.
Ces timbres sont retirés de la vente le 23 février 2007.

### Joyeux Noël
Le 7 décembre, est émis un timbre de Noël de 110 XPF. La scène est celle d'un Père Noël apportant ses cadeaux sur un petit navire sur la voile duquel est dessiné un sapin de Noël. Un autre père Noël souffle dans la voile. Ceci est observé par un dauphin.
L'illustration est dessinée par Jean-Richard Lisiak. Le timbre de 3 × 4 cm est imprimé en offset en feuille de vingt-cinq unités.
Ce timbre est retiré de la vente le 23 février 2007.

### Sources
- Site officiel de l'OPT consacré aux timbres (qui présente le thème des émissions, l'auteur et les dimensions).
- La presse philatélique française, notamment les pages « Nouveautés » de Timbres magazine (reprise des informations de base données par l'OPT). Pour les dates de retrait, elles sont publiées dans les numéros 70 de juillet-août 2006 et 77 de mars 2007.